# Schradera subsessilis
Schradera subsessilis är en måreväxtart som beskrevs av Julian Alfred Steyermark. Schradera subsessilis ingår i släktet Schradera och familjen måreväxter. Inga underarter finns listade i Catalogue of Life.